# Melissa (miniserie televisiva)
Melissa è uno sceneggiato televisivo italiano del 1966 suddiviso in sei puntate su sceneggiatura e regia televisiva di Daniele D'Anza.
È stato trasmesso sul Secondo Programma (l'odierna Rai 2) dal 23 novembre al 28 dicembre 1966. 
Si tratta della terza trasposizione televisiva della Rai di un'opera del grande scrittore britannico Francis Durbridge. Per la seconda volta a dirigere i suoi gialli viene chiamato Daniele D'Anza, già regista di Paura per Janet. D'Anza (insieme a Fiorenzo Carpi) è anche autore di Regent's Park, sigla di chiusura del programma cantata da Connie Francis.
Melissa ebbe una audience di quasi dieci milioni di spettatori e vide gli esordi televisivi di Rossano Brazzi, il protagonista, al cui fianco c'erano Turi Ferro che interpreta l'ispettore Cameron di Scotland Yard, Esmeralda Ruspoli, nel ruolo di Melissa, Aroldo Tieri, alla terza apparizione negli sceneggiati di Durbridge, Laura Adani, Massimo Serato.

## Trama
L'Ispettore Cameron di Scotland Yard assume le indagini dell'omicidio di Melissa Foster, il cui cadavere viene rinvenuto a Regent's Park con indosso gioielli e pelliccia. Guy Foster, scrittore e marito della vittima, diventa subito il primo sospettato: si trova a pochi passi da dove è avvenuto il delitto e afferma di essere lì per riportare, su richiesta della moglie, la borsetta dimenticata a casa ma che, invece, viene ritrovata accanto a Melissa; inoltre non sa spiegare come la moglie abbia acquistato gioielli così preziosi e non ha alcun alibi, essendo rimasto a casa mentre la moglie si recava a una festa. Ad appesantire la sua posizione, le dichiarazioni degli amici: il festeggiato Don Page, famoso campione automobilistico, e i signori Hepburn, che stavano accompagnando Melissa alla festa prima di farla scendere affinché lei potesse tornare a casa a recuperare la borsetta, dichiarano tutti di aver telefonato a casa Foster senza aver ricevuto risposte, ben prima che Guy dichiari di essere uscito.
Mentre Scotland Yard prosegue nelle indagini, Guy Foster tenta di risolvere il mistero. Non solo la morte della consorte è oscura, ma anche la sua vita. Guy è sicuro di non aver ricevuto alcuna telefonata e aveva effettivamente visto la borsetta sopra ad una cappelliera vicino alla porta di casa, ma entrambe erano scomparse. La cappelliera ricompare alcuni giorni dopo, mentre nella borsetta viene ritrovata una ricetta che il dottor Swanson dichiara di aver rilasciato per il suo paziente Guy Foster, affetto da problemi mentali. Foster però non ha mai visto Swanson ed è in bilico tra la pazzia e la certezza di essere al centro di un gigantesco imbroglio.

## Produzione
Melissa fu realizzato quasi completamente negli Studi di Napoli. Gli esterni furono girati a Londra e a Goudhurst, nel Kent, mentre le gare automobilistiche vennero girate nell'Autodromo di Vallelunga.

## Curiosità
- Allo sceneggiato ha preso parte anche il medico e professore universitario Andrea Ballabio da bambino, interpretando la parte di Peter Antrobus.